# Olympische Sommerspiele 2024/Badminton (Herreneinzel)
Das Badminton-Einzel der Männer bei den Olympischen Spielen 2024 in Paris fand vom 27. Juli bis 5. August 2024 in der neu erbauten Arena Porte de la Chapelle statt. Titelverteidiger war der Däne Viktor Axelsen, der in Tokio im Finale 21:15, 21:12 gegen den mehrfachen chinesischen Weltmeister Chen Long gewann. Long komplettierte mit seiner Silbermedaille seinen Medaillensatz aus Gold, Silber und Bronze im Herreneinzel.
Axelsen konnte in Paris erneut die Goldmedaille gewinnen. Diesmal schlug er im Finale Kunlavut Vitidsarn klar in zwei Sätzen. Durch seinen Sieg im Spiel um Platz 3 gewann Lee Zii Jia Bronze.

## Titelverteidiger
| Olympische Spiele 2020         | Viktor Axelsen           | Tokio           |
| Weltmeisterschaften 2023       | Kunlavut Vitidsarn       | Kopenhagen      |
| Afrikameisterschaften 2024     | Anuoluwapo Juwon Opeyori | Kairo           |
| Panamerikameisterschaften 2024 | Kevin Cordón             | Guatemala-Stadt |
| Asienmeisterschaften 2024      | Jonatan Christie         | Ningbo          |
| Europameisterschaften 2024     | Anders Antonsen          | Saarbrücken     |
| Ozeanienmeisterschaften 2024   | Edward Lau               | Geelong         |

## Qualifikation
Die Qualifikation erfolgte ausschließlich über die sogenannte „Race-to-Paris-Ranking-List“, die Ergebnisse aus dem Zeitraum vom 1. Mai 2023 bis zum 28. April 2024 enthielt. Jeweils zwei Athleten pro Nation waren startberechtigt, wenn diese beide unter den Top 16 der Rangliste standen. Ansonsten durfte nur ein Athlet pro NOK an den Start gehen, bis ein Limit von 35 Spielern erreicht war. Unter diesen 35 Spielern mussten mindestens zwei Spieler jedes Kontinents vertreten sein. Zusätzlich gab es einen Startplatz für Gastgeber Frankreich und zwei Wildcards, die durch die Tripartite Commission vergeben wurden, wodurch das Starterfeld von 38 Spielern vervollständigt wurde.

## Setzliste
| Nr. | Spieler          | Erreichte Runde |
| --- | ---------------- | --------------- |
| 01. | Shi Yuqi         | Viertelfinale   |
| 02. | Viktor Axelsen   | Gold            |
| 03. | Jonatan Christie | Gruppenphase    |
| 04. | Anders Antonsen  | Viertelfinale   |
| 05. | Kodai Naraoka    | Achtelfinale    |
| 06. | Li Shifeng       | Achtelfinale    |
| 07. | Lee Zii Jia      | Bronze          |

| Nr. | Spieler            | Erreichte Runde |
| --- | ------------------ | --------------- |
| 08. | Kunlavut Vitidsarn | Silber          |
| 09. | Anthony Ginting    | Gruppenphase    |
| 10. | Loh Kean Yew       | Viertelfinale   |
| 11. | Kenta Nishimoto    | Achtelfinale    |
| 12. | Chou Tien-chen     | Viertelfinale   |
| 13. | H. S. Prannoy      | Achtelfinale    |

## Gruppenphase

### Gruppe A
| Rang | Athlet        | Spiele | gew. | verl. | Sätze gew. | Sätze verl. | Punkte |
| ---- | ------------- | ------ | ---- | ----- | ---------- | ----------- | ------ |
| 1    | Shi Yuqi (1)  | 1      | 1    | 0     | 2          | 0           | 42:19  |
| 2    | Giovanni Toti | 1      | 0    | 1     | 0          | 2           | 19:42  |
| RET  | Sören Opti    | –      | –    | –     | –          | –           | –      |

|                          | Ergebnis                 |                          |
| 27. Juli 2024, 11:19 Uhr | 27. Juli 2024, 11:19 Uhr | 27. Juli 2024, 11:19 Uhr |
| ------------------------ | ------------------------ | ------------------------ |
| Shi Yuqi (1)             | 2:0 (21:5, 21:7)         | Sören Opti               |
| 29. Juli 2024, 10:31 Uhr |                          |                          |
| Giovanni Toti            | 1:0 (21:8, 4:1 RET)      | Sören Opti               |
| 31. Juli 2024, 10:52 Uhr |                          |                          |
| Shi Yuqi (1)             | 2:0 (21:9, 21:10)        | Giovanni Toti            |

### Gruppe C
| Rang | Athlet                 | Spiele | gew. | verl. | Sätze gew. | Sätze verl. | Punkte |
| ---- | ---------------------- | ------ | ---- | ----- | ---------- | ----------- | ------ |
| 1    | Kunlavut Vitidsarn (8) | 1      | 1    | 0     | 2          | 0           | 42:21  |
| 2    | Georges Paul           | 1      | 1    | 0     | 2          | 0           | 21:42  |
| RET  | Kalle Koljonen         | –      | –    | –     | –          | –           | –      |

|                          | Ergebnis                 |                          |
| 27. Juli 2024, 11:07 Uhr | 27. Juli 2024, 11:07 Uhr | 27. Juli 2024, 11:07 Uhr |
| ------------------------ | ------------------------ | ------------------------ |
| Kunlavut Vitidsarn (8)   | 2:0 (21:9, 21:12)        | Georges Paul             |
| 29. Juli 2024, 09:51 Uhr |                          |                          |
| Kalle Koljonen           | 2:0 (21:9, 21:10)        | Georges Paul             |
| 31. Juli 2024, 10:13 Uhr |                          |                          |
| Kunlavut Vitidsarn (8)   | 1:0 (21:4, 8:0 RET)      | Kalle Koljonen           |

### Gruppe D
| Rang | Athlet               | Spiele | gew. | verl. | Sätze gew. | Sätze verl. | Punkte |
| ---- | -------------------- | ------ | ---- | ----- | ---------- | ----------- | ------ |
| 1    | Kenta Nishimoto (11) | 2      | 2    | 0     | 4          | 0           | 84:48  |
| 2    | Brian Yang           | 2      | 1    | 1     | 2          | 2           | 74:70  |
| 3    | Dmitri Panarin       | 2      | 0    | 2     | 0          | 4           | 44:84  |

|                          | Ergebnis                |                         |
| 28. Juli 2024, 8:30 Uhr  | 28. Juli 2024, 8:30 Uhr | 28. Juli 2024, 8:30 Uhr |
| ------------------------ | ----------------------- | ----------------------- |
| Kenta Nishimoto (11)     | 2:0 (21:5, 21:11)       | Dmitri Panarin          |
| 29. Juli 2024, 15:40 Uhr |                         |                         |
| Brian Yang               | 2:0 (21:18, 21:10)      | Dmitri Panarin          |
| 31. Juli 2024, 14:59 Uhr |                         |                         |
| Kenta Nishimoto (11)     | 2:0 (21:14, 21:18)      | Brian Yang              |

### Gruppe E
| Rang | Athlet                    | Spiele | gew. | verl. | Sätze gew. | Sätze verl. | Punkte |
| ---- | ------------------------- | ------ | ---- | ----- | ---------- | ----------- | ------ |
| 1    | Anders Antonsen (4)       | 2      | 2    | 0     | 4          | 0           | 84:52  |
| 2    | Ade Resky Dwicahyo        | 2      | 1    | 1     | 2          | 2           | 66:71  |
| 3    | Collins Valentine Filimon | 2      | 0    | 2     | 0          | 4           | 57:84  |

|                          | Ergebnis                 |                           |
| 28. Juli 2024, 19:30 Uhr | 28. Juli 2024, 19:30 Uhr | 28. Juli 2024, 19:30 Uhr  |
| ------------------------ | ------------------------ | ------------------------- |
| Anders Antonsen (4)      | 2:0 (21:10, 21:18)       | Collins Valentine Filimon |
| 29. Juli 2024, 20:20 Uhr |                          |                           |
| Ade Resky Dwicahyo       | 2:0 (21:18, 21:11)       | Collins Valentine Filimon |
| 31. Juli 2024, 16:44 Uhr |                          |                           |
| Anders Antonsen (4)      | 2:0 (21:10, 21:14)       | Ade Resky Dwicahyo        |

### Gruppe G
| Rang | Athlet            | Spiele | gew. | verl. | Sätze gew. | Sätze verl. | Punkte |
| ---- | ----------------- | ------ | ---- | ----- | ---------- | ----------- | ------ |
| 1    | Lee Zii Jia (7)   | 2      | 2    | 0     | 4          | 0           | 101:78 |
| 2    | Pablo Abián       | 2      | 1    | 1     | 3          | 2           | 97:81  |
| 3    | Viren Nettasinghe | 2      | 0    | 2     | 0          | 4           | 45:84  |

|                          | Ergebnis                 |                          |
| 28. Juli 2024, 10:46 Uhr | 28. Juli 2024, 10:46 Uhr | 28. Juli 2024, 10:46 Uhr |
| ------------------------ | ------------------------ | ------------------------ |
| Lee Zii Jia (7)          | 2:0 (21:14, 21:12)       | Viren Nettasinghe        |
| 30. Juli 2024, 8:30 Uhr  |                          |                          |
| Pablo Abián              | 2:0 (21:9, 21:19)        | Viren Nettasinghe        |
| 31. Juli 2024, 14:50 Uhr |                          |                          |
| Lee Zii Jia (7)          | 2:0 (21:10, 21:13)       | Pablo Abián              |

### Gruppe H
| Rang | Athlet              | Spiele | gew. | verl. | Sätze gew. | Sätze verl. | Punkte |
| ---- | ------------------- | ------ | ---- | ----- | ---------- | ----------- | ------ |
| 1    | Toma Junior Popov   | 2      | 2    | 0     | 4          | 0           | 101:78 |
| 2    | Anthony Ginting (9) | 2      | 1    | 1     | 3          | 2           | 97:81  |
| 3    | Howard Shu          | 2      | 0    | 2     | 0          | 4           | 45:84  |

|                          | Ergebnis                  |                          |
| 28. Juli 2024, 14:00 Uhr | 28. Juli 2024, 14:00 Uhr  | 28. Juli 2024, 14:00 Uhr |
| ------------------------ | ------------------------- | ------------------------ |
| Anthony Ginting (9)      | 2:0 (21:14, 21:8)         | Howard Shu               |
| 30. Juli 2024, 10:10 Uhr |                           |                          |
| Toma Junior Popov        | 2:0 (21:11, 21:12)        | Howard Shu               |
| 31. Juli 2024, 16:31 Uhr |                           |                          |
| Anthony Ginting (9)      | 1:2 (19:21, 21:17, 15:21) | Toma Junior Popov        |

### Gruppe I
| Rang | Athlet              | Spiele | gew. | verl. | Sätze gew. | Sätze verl. | Punkte |
| ---- | ------------------- | ------ | ---- | ----- | ---------- | ----------- | ------ |
| 1    | Chou Tien-chen (12) | 2      | 2    | 0     | 4          | 0           | 84:61  |
| 2    | Lee Cheuk Yiu       | 2      | 1    | 1     | 2          | 3           | 88:85  |
| 3    | Luis Ramón Garrido  | 2      | 0    | 2     | 1          | 4           | 73:99  |

|                          | Ergebnis                 |                          |
| 28. Juli 2024, 17:30 Uhr | 28. Juli 2024, 17:30 Uhr | 28. Juli 2024, 17:30 Uhr |
| ------------------------ | ------------------------ | ------------------------ |
| Chou Tien-chen (12)      | 2:0 (21:17, 21:13)       | Luis Ramón Garrido       |
| 30. Juli 2024, 15:45 Uhr |                          |                          |
| Lee Cheuk Yiu            | 2:1 (21:5, 15:21, 21:17) | Luis Ramón Garrido       |
| 31. Juli 2024, 15:40 Uhr |                          |                          |
| Chou Tien-chen (12)      | 2:0 (21:18, 21:13)       | Lee Cheuk Yiu            |

### Gruppe J
| Rang | Athlet            | Spiele | gew. | verl. | Sätze gew. | Sätze verl. | Punkte |
| ---- | ----------------- | ------ | ---- | ----- | ---------- | ----------- | ------ |
| 1    | Kodai Naraoka (5) | 2      | 2    | 0     | 4          | 0           | 84:61  |
| 2    | Jeon Hyeok-jin    | 2      | 1    | 1     | 2          | 2           | 68:73  |
| 3    | Ygor Coelho       | 2      | 0    | 2     | 0          | 4           | 66:84  |

|                          | Ergebnis                 |                          |
| 28. Juli 2024, 15:40 Uhr | 28. Juli 2024, 15:40 Uhr | 28. Juli 2024, 15:40 Uhr |
| ------------------------ | ------------------------ | ------------------------ |
| Kodai Naraoka (5)        | 2:0 (21:16, 21:19)       | Ygor Coelho              |
| 30. Juli 2024, 15:15 Uhr |                          |                          |
| Jeon Hyeok-jin           | 2:0 (21:12, 21:19)       | Ygor Coelho              |
| 31. Juli 2024, 17:07 Uhr |                          |                          |
| Kodai Naraoka (5)        | 2:0 (21:10, 21:16)       | Jeon Hyeok-jin           |

### Gruppe K
| Rang | Athlet             | Spiele | gew. | verl. | Sätze gew. | Sätze verl. | Punkte |
| ---- | ------------------ | ------ | ---- | ----- | ---------- | ----------- | ------ |
| 1    | H. S. Prannoy (13) | 2      | 2    | 0     | 4          | 1           | 100:74 |
| 2    | Lê Đức Phát        | 2      | 1    | 1     | 3          | 2           | 86:78  |
| 3    | Fabian Roth        | 2      | 0    | 2     | 0          | 4           | 50:84  |

|                          | Ergebnis                  |                          |
| 28. Juli 2024, 16:40 Uhr | 28. Juli 2024, 16:40 Uhr  | 28. Juli 2024, 16:40 Uhr |
| ------------------------ | ------------------------- | ------------------------ |
| H. S. Prannoy (13)       | 2:0 (21:18, 21:12)        | Fabian Roth              |
| 30. Juli 2024, 20:19 Uhr |                           |                          |
| Lê Đức Phát              | 2:0 (21:10, 21:10)        | Fabian Roth              |
| 31. Juli 2024, 19:32 Uhr |                           |                          |
| H. S. Prannoy (13)       | 2:1 (16:21, 21:11, 21:12) | Lê Đức Phát              |

### Gruppe L
| Rang | Athlet               | Spiele | gew. | verl. | Sätze gew. | Sätze verl. | Punkte |
| ---- | -------------------- | ------ | ---- | ----- | ---------- | ----------- | ------ |
| 1    | Lakshya Sen          | 2      | 2    | 0     | 4          | 0           | 84:63  |
| 2    | Jonatan Christie (3) | 2      | 1    | 1     | 2          | 3           | 90:90  |
| 3    | Julien Carraggi      | 2      | 0    | 2     | 1          | 4           | 81:102 |
| WD   | Kevin Cordón         | –      | –    | –     | –          | –           | –      |

|                          | Ergebnis                  |                          |
| 27. Juli 2024, 15:45 Uhr | 27. Juli 2024, 15:45 Uhr  | 27. Juli 2024, 15:45 Uhr |
| ------------------------ | ------------------------- | ------------------------ |
| Lakshya Sen              | 2:0 (21:8, 22:20)         | Kevin Cordón             |
| 27. Juli 2024, 16:45 Uhr |                           |                          |
| Jonatan Christie (3)     | 2:1 (18:21, 21:11, 21:16) | Julien Carraggi          |
| 29. Juli 2024, 14:02 Uhr |                           |                          |
| Lakshya Sen              | 2:0 (21:19, 21:14)        | Julien Carraggi          |
| 31. Juli 2024, 10:26 Uhr |                           |                          |
| Jonatan Christie (3)     | 0:2 (18:21, 12:21)        | Lakshya Sen              |

### Gruppe M
| Rang | Athlet            | Spiele | gew. | verl. | Sätze gew. | Sätze verl. | Punkte |
| ---- | ----------------- | ------ | ---- | ----- | ---------- | ----------- | ------ |
| 1    | Loh Kean Yew (10) | 2      | 2    | 0     | 4          | 0           | 84:52  |
| 2    | Jan Louda         | 2      | 1    | 1     | 2          | 2           | 65:64  |
| 3    | Uriel Canjura     | 2      | 0    | 2     | 0          | 4           | 51:84  |

|                          | Ergebnis                 |                          |
| 28. Juli 2024, 20:20 Uhr | 28. Juli 2024, 20:20 Uhr | 28. Juli 2024, 20:20 Uhr |
| ------------------------ | ------------------------ | ------------------------ |
| Loh Kean Yew (10)        | 2:0 (21:13, 21:10)       | Jan Louda                |
| 30. Juli 2024, 19:32 Uhr |                          |                          |
| Uriel Canjura            | 0:2 (12:21, 10:21)       | Jan Louda                |
| 31. Juli 2024, 20:20 Uhr |                          |                          |
| Loh Kean Yew (10)        | 2:0 (21:13, 21:16)       | Uriel Canjura            |

### Gruppe N
| Rang | Athlet                   | Spiele | gew. | verl. | Sätze gew. | Sätze verl. | Punkte |
| ---- | ------------------------ | ------ | ---- | ----- | ---------- | ----------- | ------ |
| 1    | Li Shifeng (6)           | 2      | 2    | 0     | 4          | 0           | 84:60  |
| 2    | Tobias Künzi             | 2      | 1    | 1     | 2          | 2           | 69:76  |
| 3    | Anuoluwapo Juwon Opeyori | 2      | 0    | 2     | 0          | 4           | 68:85  |

|                          | Ergebnis                 |                          |
| 28. Juli 2024, 11:19 Uhr | 28. Juli 2024, 11:19 Uhr | 28. Juli 2024, 11:19 Uhr |
| ------------------------ | ------------------------ | ------------------------ |
| Li Shifeng (6)           | 2:0 (21:13, 21:13)       | Tobias Künzi             |
| 30. Juli 2024, 19:30 Uhr |                          |                          |
| Anuoluwapo Juwon Opeyori | 0:2 (20:22, 14:21)       | Tobias Künzi             |
| 31. Juli 2024, 20:20 Uhr |                          |                          |
| Li Shifeng (6)           | 2:0 (21:17, 21:17)       | Anuoluwapo Juwon Opeyori |

### Gruppe P
| Rang | Athlet             | Spiele | gew. | verl. | Sätze gew. | Sätze verl. | Punkte  |
| ---- | ------------------ | ------ | ---- | ----- | ---------- | ----------- | ------- |
| 1    | Viktor Axelsen (2) | 3      | 3    | 0     | 6          | 0           | 126:57  |
| 2    | Nhat Nguyen        | 3      | 2    | 1     | 4          | 3           | 126:105 |
| 3    | Misha Zilberman    | 3      | 1    | 2     | 3          | 4           | 113:125 |
| 4    | Prince Dahal       | 3      | 0    | 3     | 0          | 6           | 48:126  |

|                          | Ergebnis                  |                          |
| 27. Juli 2024, 21:24 Uhr | 27. Juli 2024, 21:24 Uhr  | 27. Juli 2024, 21:24 Uhr |
| ------------------------ | ------------------------- | ------------------------ |
| Nhat Nguyen              | 2:1 (21:17, 19:21, 21:13) | Misha Zilberman          |
| 27. Juli 2024, 21:38 Uhr |                           |                          |
| Viktor Axelsen (2)       | 2:0 (21:8, 21:6)          | Prince Dahal             |
| 29. Juli 2024, 21:10 Uhr |                           |                          |
| Nhat Nguyen              | 2:0 (21:7, 21:5)          | Prince Dahal             |
| 29. Juli 2024, 22:00 Uhr |                           |                          |
| Viktor Axelsen (2)       | 2:0 (21:9, 21:11)         | Misha Zilberman          |
| 31. Juli 2024, 9:27 Uhr  |                           |                          |
| Misha Zilberman          | 2:0 (21:12, 21:10)        | Prince Dahal             |
| 31. Juli 2024, 9:59 Uhr  |                           |                          |
| Viktor Axelsen (2)       | 2:0 (21:13, 21:10)        | Nhat Nguyen              |

## Endrunde
| Achtelfinale | Achtelfinale       | Achtelfinale | Achtelfinale | Achtelfinale |  |  | Viertelfinale | Viertelfinale      | Viertelfinale | Viertelfinale | Viertelfinale |   |                    | Halbfinale | Halbfinale  | Halbfinale | Halbfinale | Halbfinale      |                 |                    | Finale          | Finale          | Finale | Finale | Finale |
|              |                    |              |              |              |  |  |               |                    |               |               |               |   |                    |            |             |            |            |                 |                 |                    |                 |                 |        |        |        |
|              |                    |              |              |              |  |  |               |                    |               |               |               |   |                    |            |             |            |            |                 |                 |                    |                 |                 |        |        |        |
|              |                    |              |              |              |  |  | 1             | Shi Yuqi           | 12            | 10            |               |   |                    |            |             |            |            |                 |                 |                    |                 |                 |        |        |        |
| 8            | Kunlavut Vitidsarn | 16           | 21           | 21           |  |  | 8             | Kunlavut Vitidsarn | 21            | 21            |               |   |                    |            |             |            |            |                 |                 |                    |                 |                 |        |        |        |
| 11           | Kenta Nishimoto    | 21           | 14           | 12           |  |  |               |                    |               |               |               | 8 | Kunlavut Vitidsarn | 21         | 21          |            |            |                 |                 |                    |                 |                 |        |        |        |
|              |                    |              |              |              |  |  | 7             | Lee Zii Jia        | 14            | 15            |               |   |                    |            |             |            |            |                 |                 |                    |                 |                 |        |        |        |
|              |                    |              |              |              |  |  | 4             | Anders Antonsen    | 17            | 15            |               |   |                    |            |             |            |            |                 |                 |                    |                 |                 |        |        |        |
| 7            | Lee Zii Jia        | 21           | 24           |              |  |  | 7             | Lee Zii Jia        | 21            | 21            |               |   |                    |            |             |            |            |                 |                 |                    |                 |                 |        |        |        |
|              | Toma Junior Popov  | 13           | 22           |              |  |  |               |                    |               |               |               |   |                    |            |             |            |            |                 | 8               | Kunlavut Vitidsarn | 11              | 11              |        |        |        |
| 12           | Chou Tien-chen     | 21           | 21           |              |  |  | 2             | Viktor Axelsen     | 21            | 21            |               |   |                    |            |             |            |            |                 |                 |                    |                 |                 |        |        |        |
| 5            | Kodai Naraoka      | 12           | 16           |              |  |  | 12            | Chou Tien-chen     | 21            | 15            | 12            |   |                    |            |             |            |            |                 |                 |                    |                 |                 |        |        |        |
| 13           | H. S. Prannoy      | 12           | 6            |              |  |  |               | Lakshya Sen        | 19            | 21            | 21            |   |                    |            |             |            |            |                 |                 |                    |                 |                 |        |        |        |
|              | Lakshya Sen        | 21           | 21           |              |  |  |               |                    |               |               |               |   | Lakshya Sen        | 20         | 14          |            |            |                 |                 |                    |                 |                 |        |        |        |
| 10           | Loh Kean Yew       | 23           | 21           |              |  |  | 2             | Viktor Axelsen     | 22            | 21            |               |   |                    |            |             |            |            |                 |                 |                    |                 |                 |        |        |        |
| 6            | Li Shifeng         | 21           | 15           |              |  |  | 10            | Loh Kean Yew       | 9             | 17            |               |   |                    |            |             |            |            | Spiel um Bronze | Spiel um Bronze | Spiel um Bronze    | Spiel um Bronze | Spiel um Bronze |        |        |        |
|              |                    |              |              |              |  |  | 2             | Viktor Axelsen     | 21            | 21            |               |   |                    | 7          | Lee Zii Jia | 13         | 21         | 21              |                 |                    |                 |                 |        |        |        |
|              |                    |              |              |              |  |  |               |                    |               |               |               |   |                    |            | Lakshya Sen | 21         | 16         | 11              |                 |                    |                 |                 |        |        |        |

## Sieger und Platzierte
| Platz | Land | Sportler           |
| ----- | ---- | ------------------ |
| 1     | DEN  | Viktor Axelsen     |
| 2     | THA  | Kunlavut Vitidsarn |
| 3     | MAS  | Lee Zii Jia        |
| 4     | IND  | Lakshya Sen        |
| 5     | SIN  | Loh Kean Yew       |
| 5     | TPE  | Chou Tien-chen     |
| 5     | DEN  | Anders Antonsen    |
| 5     | CHN  | Shi Yuqi           |

## Siegerehrung
Die Siegerehrung für die drei Medaillengewinner fand direkt im Anschluss an das Finale in der Arena Porte de la Chapelle statt. Die Medaillen überreichte das thailändische IOC-Mitglied Khunying Patama Leeswadtrakul. Zudem übergab Poul-Erik Høyer Larsen als Präsident der Badminton World Federation als Geschenk das offizielle Poster der Spiele. Anschließend wurde zu Ehren von Viktor Axelsen mit Der er et yndigt land die dänische Nationalhymne gespielt.